# Гвоздава
Гвоздава (укр. Гвіздава) — село на Украине, находится в Бердичевском районе Житомирской области.
Код КОАТУУ — 1820885402. Население по переписи 2001 года составляет 190 человек. Почтовый индекс — 13321. Телефонный код — 4143. Занимает площадь 1,12 км².

## Адрес местного совета
13321, Житомирская область, Бердичевский р-н, с.Рея, ул.Мира, 9